# Татарский язык в Беларуси

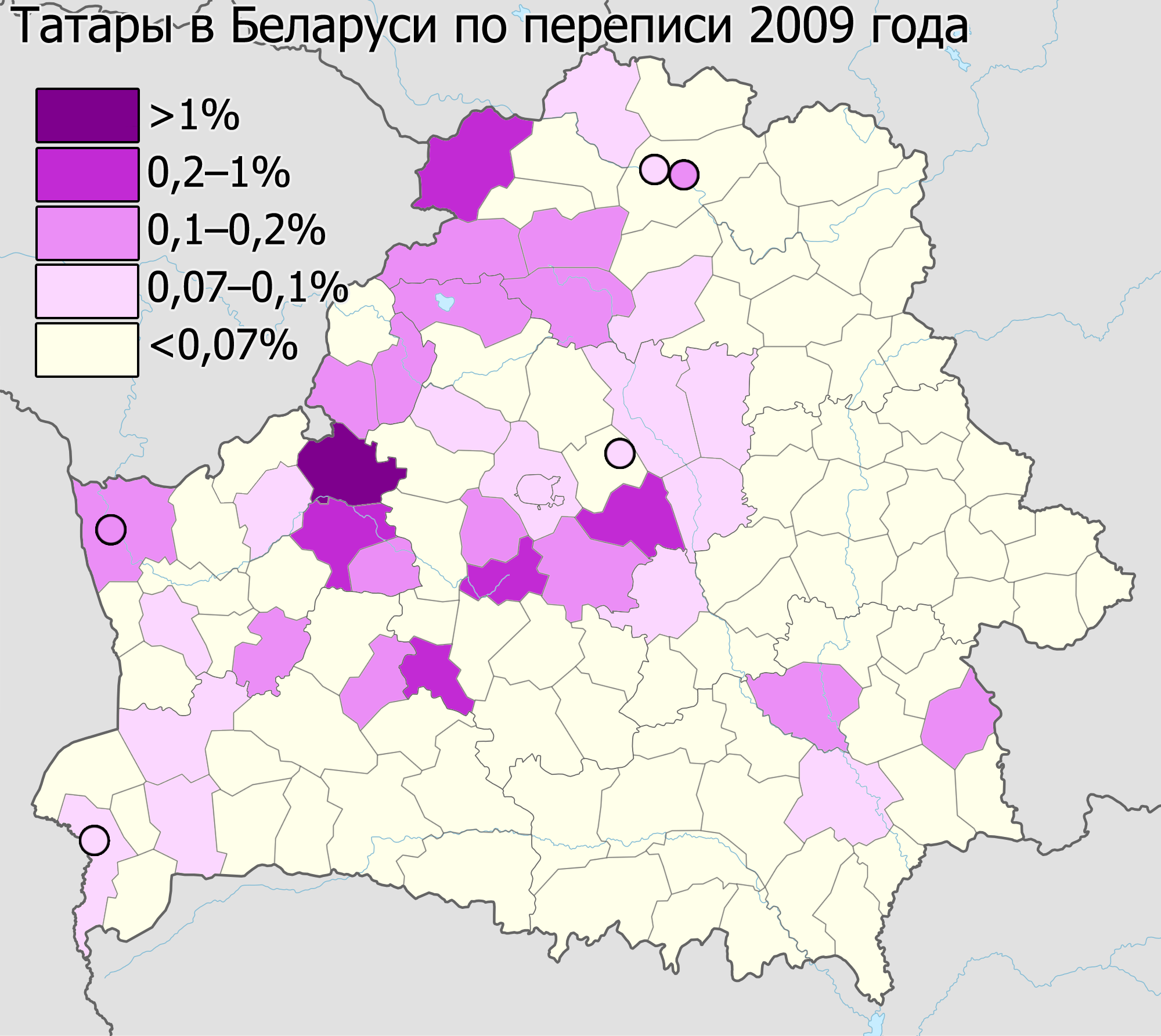
Доля татар в населении районов и городов областного подчинения по переписи 2009 года

Татарский язык в Беларуси (тат. Беларус татар теле, бел. Татарская мова ў Беларусі) возник в конце XIV века с появлением татар в Великом княжестве Литовском из Золотой Орды.
Как полагает один из современных белорусских исследователей литовских татар Ибрагим Конопацкий, на момент начала процесса языковой ассимиляции татар в Беларуси был распространен чагатайский язык, который считался средневековым тюркским литературным языком Средней Азии, принадлежавший к карлукской группе тюркских языков. Другие сведения отмечают превосходство среди польско-литовских татар пришельцев из Золотой Орды, среди которых была распространена кыпчакская речь, что, однако, подтверждается лишь частично вследствие небольшого количества языкового материала. Тем не менее, кыпчакский характер этой речи проявлялся благодаря данным ономастики и фонетических критериев (чередование [дж] ~ [й] в инициальной позиции (например, джайма ~ яйма «оладья», джолуш ~ йолуш «соревнование»), выпадение инициального фрикатива в некоторых заимствованиях (например, фамилии Асанчук и Асанович, образованные от арабского Гасан), диссимиляция согласной [л̅] > *[ңл] > [нл]). Лексика языка тогдашних татар Беларуси носит на себе следы влияния других тюркских языков (древнеуйгурского, а с XVI века также османского). Кроме того, исходя из географического происхождения тогдашних польско-литовских татар предполагается, что их речь представляла собой тогда некодифицированные кыпчакские и огузские диалекты крымскотатарского языка.
Язык польско-литовских татар характеризовался наличием семи гласных ([а], [ы], [о], [у], [u], [е], [ю]), глубокозаднеязычных [гъ], [къ], заднеязычных [нъ] и аффрикаты [дж]; сингармонизма в составе и слове. Была широко представлена палатализация согласных, что связывалось, вероятно, с влиянием белорусского языка и обусловливалось окружением гласными переднего ряда (например, [с’эл’ам] «мир», [ис’л’ам] «ислам»). Судя по ряду данных, на язык польско-литовских татар оказывала влияние тюркская речь Крыма и Поволжья, что объясняется контактами или географическим происхождением составителей тюркских документов. Зафиксирована большая доля арабо-персидских заимствований. Особенности фонетической реализации определённых арабских заимствований свидетельствуют в пользу османского влияния на язык польско-литовских татар, что объясняется культурными связями с Османской империей. Тогдашняя татарская лексика оказала влияние и на лексический состав белорусского языка (в частности, такие слова, как андарак, баран, балавацца, кайданы, наждак) и топонимику Беларуси (Агдемер, Койданов, Апчак), тем не менее, вопрос тюркского лексического воздействия на белорусский язык является мало исследованным. Существительное в языке польско-литовских татар отмечалось по категориям числа, рода, падежа, принадлежности и предикационности; прилагательное — по интенсивности. Глагол изменялся по времени, личности, наклонению, состоянию, в качестве инфинитива выступало отглагольное существительное макъ. С утратой польско-литовскими татарами своего языка в сохранившейся тюркской и арабо-персидской культурной лексике отмечалось использование словопеременных парадигм белорусского или польского языка при падежном изменении, образовании множественного числа или других способах словообразования (алейчык «шиит», харамны «запретный», ансары «помощники»).
После того, как территории современной Беларуси последовательно в конце XVIII века оказались в составе России, территории Беларуси стали более интегрированными с землями России, в которой располагались основные ареалы тюркских этнических групп, наибольшими по численности из которых были татары. Это способствовало переселению новых волн татар (которые уже не относились к польско-литовским татарам), что особенно усилилось из-за глобализации во времена СССР. Во времена Российской империи татарами часто называли подавляющее большинство тюркских народов, преимущественно разговаривающих на кыпчакских языках (за исключением говорящих на огузском языке азербайджанцев).
Перепись населения в Беларуси 2009 года засвидетельствовала в стране 7 316 лиц, определивших свою национальную принадлежность к татарам, из которых 1 060 человек в качестве родного языка отметили язык своей национальности, вместе с тем отмечено одно лицо, принадлежащее к сибирским татарам, при этом для него сибирско-татарский язык не являлся родным. Отмечено 12 крымских татар, среди которых не было отмечено ни одного лица, которое в качестве родного языка указало бы язык своей национальности. В качестве родного язык своей национальности обозначило 122 татар Брестской области, 139 татар Витебской области, 146 татар Гомельской области, 112 татар Гродненской области, 233 татарина в Минске и 182 татарина Могилёвской области. Среди татар всей Беларуси на татарском языке обычно разговаривало 40 лиц (из них по одному лицу в Витебской и Брестской областях, 8 лиц в Гомельской, 11 в Гродненской, 2 в Минске, 10 в Минской, 7 в Могилевской). Среди всех граждан Беларуси, отметивших свою национальную принадлежность к татарам, 568 лиц отметили свои знания татарского языка. Как отмечает Ибрагим Конопацкий, все жители современной Беларуси, которые отмечают в качестве родного языка татарский, не являются потомками польско-литовских татар.